# Törökfürdő (film)
A Törökfürdő (olasz címe: Il Bagno Turco, eredeti címe: Steam: The Turkish Bath, török címe: Hamam) Ferzan Özpetek 1997-ben forgatott olasz–török–spanyol koprodukciós filmje.
A film főszereplője Francesco (Alessandro Gassman), egy olasz üzletember, aki örököl egy hamamot, azaz egy törökfürdőt Isztambulban elhunyt nagynénjétől. A film bemutatja, hogyan képes a környezetváltozás megváltoztatni egy embert és annak életét, kihatva ezzel a szerettei életére is.

## Történet
|  | Alább a cselekmény részletei következnek! |

Francesco római üzletember, akinek házassága feleségével, Martával (Francesca d'Aloja) már nem működik. Francesco megtudja, hogy nagynénje, a család fekete báránya, Anita meghalt Isztambulban és ráhagyta egyetlen tulajdonát, egy megviselt állapotú régi hamamot és a hozzá kapcsolódó házat. Francesco Isztambulba utazik, hogy minél gyorsabban túladjon az ingatlanon.
A házat fenntartó család szívesen fogadja, leginkább az öreg házaspár jóképű fia, Mehmet (Mehmet Günsür) érdeklődik az idegen iránt.
Az eladás körlüli bonyodalmaknak köszönhetően Francesco kénytelen huzamosabb időt tölteni a családdal. A törökök eltérő életmódja és a hamamban rejtőző lehetőségek maradásra bírják, és Francesco úgy dönt, nem adja el a törökfürdőt, hanem felújítja és újra megnyitja azt. A felújítási munkák alatt Francesco viszonyt kezd Mehmettel.
Időközben Marta úgy dönt, Isztambulba utazik, hogy közölje Francescóval, hogy elválik tőle. Isztambulban egy teljesen más Francescót talál: a város, az új életmód, és a homoszexuális kapcsolat Mehmettel új életet adott a férfinak, aki – nagynénjéhez hasonlóan – csak itt tudott igazán kibontakozni, távol az otthoni konvencióktól és egyhangú élettől.
Francesco azzal, hogy nem hajlandó eladni a hamamot, ellenségeket is szerez magának, és végül kegyetlenül meggyilkolják.
Férje halála után Marta úgy dönt, Isztambulban marad és megnyitja a hamamot. A film utolsó jelenete azt sugallja, hogy Marta lett az „új Anita”.

## Szereplők
| Karakter       | Színész             | Magyar hang    |
| -------------- | ------------------- | -------------- |
| Francesco      | Alessandro Gassmann | Hevér Gábor    |
| Marta          | Francesca d'Aloja   | Kiss Eszter    |
| Oscar          | Carlo Cecchi        | Papp János     |
| Osman          | Halil Ergün         | Szélyes Imre   |
| Perran         | Serif Sezer         | Bessenyei Emma |
| Mehmet         | Mehmet Günsür       | Bodrogi Attila |
| Fusun          | Basak Köklükaya     | Dögei Éva      |
| Paolo          | Alberto Molinari    | Hegedüs Miklós |
| Zozo           | Zozo Toledo         | Dengyel Iván   |
| Anita (hangja) | Ludovica Modugno    |                |